# Град-окръг
Град-окръг е дефиниция за административна единица, която е едновременно по име, територия или друг показател, или всички взети заедно, едно и също понятие. Например град-окръг Сан Франциско е както името на града и територията, която той заема, така и името и площта на окръга, който го съдържа.